# L-діапазон
L-діапазон або L-смуга це стандартне позначення введене Інститутом інженерів з електротехніки та електроніки (IEEE) для смуги частот радіочастотного спектру від 1 до 2 гігагерц (ГГц).

### Супутникова навігація
Система глобального позиціонування (GPS) використовує носій в L-діапазоні, із центральними частотами в 1176.45 МГц (L5), 1227.60 МГц (L2), 1381.05 МГц (L3), і 1575.42 МГц (L1). Системи навігації Галілео та ГЛОНАСС використовують L-смугу аналогічно як і GPS.

### Телекомунікації
Мобільні телефони працюють у діапазонах частот 800–900 і 1700–2100 МГц. Супутникові телефони Ірідіум використовують частоти в діапазоні від 1616 до 1626.5 МГц для зв'язку із супутниками. Термінали Inmarsat LightSquared використовують частоти від 1525 і до 1646.5 МГц, а супутникові телефони Thuraya використовують частоти від 1525 до 1661 МГц.

### Спостереження за літаками
Виділена частина L-смуги для застосування в авіації займає 962–1213 МГц. Літак може використовувати обладнання для автоматичного залежного спостереження - радіомовлення (ADS–B) що працює на частоті 1090 МГц для сповіщення інформації про місцезнаходження літака на землю, а також між літаками для уникнення зіткнень і для передачі інформації про повітряний рух. Частота 1090 МГц (разом із 1030 МГц) також використовується транспондерами Mode S, тоді ADS-B посилюється коли працює на цій частоті. Система TCAS також використовує пару частот 1030/1090 МГц. Інформація ADS-B також може транслюватися на частоті 978 МГц L смуги. Системи DME і TACAN також працюють у цій смузі частот.

### Аматорське радіо
Регламент радіозв'язку встановлений Міжнародним союзом електрозв'язку дозволяє роботу аматорського радіо у частотному діапазоні 1,240–1,300 МГц, і аматорському супутниковому зв'язку на частоті 1,260–1,270 МГц. Радіолюбителям цей діапазон відомий як 23-сантиметровий діапазон.

### Цифрова радіо трансляція
В Сполучених Штатах і її територіях, L смуга зайнята військовими для передачі телеметрії, тим самим змушують цифрове радіо використовувати рішення транслювання в загальній смузі частот по загальному каналу зв'язку (IBOC). Цифрова радіо трансляція (DAB) зазвичай використовує діапазон 1452–1492 МГц в більшості країнах світу, але в деяких країнах також використовують смуги VHF і UHF.
Супутникове радіо WorldSpace здійснює трансляцію на 1467–1492 МГц.

### Астрономія
Ця смуга також містить частоту, на якій відбувається надтонке розщеплення основного енергетичного стану нейтрального атома водню (радіолінія Гідрогену 21 см, 1420 МГц), що становить високий астрономічний інтерес як засіб виявлення в нормальних умовах не видимого нейтрального атомарного гідрогену в міжзоряному космічному просторі. Отже, частини L-смуги охороняються для радіоастрономічного призначення по всьому світу.